# Rafles des 2 et 5 mars 1943 à Nancy
Les rafles des 2 et 5 mars 1943 qui ont eu lieu à Nancy font partie des rafles oubliées qui se sont déroulées de fin janvier à mi-mars 1943, dans les territoires occupés par L'Allemagne nazie. Elles se situent dans une période où le Troisième Reich fait face à des revers importants qui l’obligent à incorporer de plus en plus d’ouvriers dans l’armée. En plus du STO, la réorientation des finalités des camps de concentrations vers l’industrie de guerre conduit Himmler à trouver « 35 000 hommes aptes au travail » comme esclaves.
Elles vont toucher des hommes de 15 à 62 ans pris au hasard dans la rue, les bars ou chez eux.
Ces rafles ne s’inscrivent pas dans celles de la Shoah (déportations de persécution) mais font partie de l’opération Meerschaum.

## Contexte général
En 1942, l’Allemagne nazie ne parvient pas à faire capituler l’URSS et concentre, à partir de fin juin, ses efforts pour conquérir les champs de pétrole du Caucase du sud. C’est urgent car la principale source d’approvisionnement est la Roumanie avec les raffineries de Ploiești (elles seront bombardées une première fois le 12 juin 1943 par les Britanniques). Les Soviétiques arrêtent cette offensive à Stalingrad. La bataille pour la prise de la ville débute le 11 juillet 1942 et va durer près de six mois et demi.
La Wehrmacht mobilise de plus en plus d’hommes et les ouvriers qualifiés commencent à manquer à l’industrie de guerre.
Sauckel est chargé du recrutement de main-d’œuvre dans les pays occupés. Il réclame à l’État français 250 000 hommes pour travailler en Allemagne. Le 30 mai 1942, Laval lance la campagne pour la Relève (sur la base du volontariat) afin de soutenir l’Allemagne dans « son effort de guerre contre le bolchevisme ». En août, cela s’avère un échec. Le gouvernement de Vichy publie la loi du 4 septembre 1942 permettant de prélever des salarié(e)s dans les entreprises (loi s’appliquant donc à toute la France (occupée ou non). Le quota est atteint à la fin de l’année 1942.
Mais les Alliés débarquent, en Afrique du Nord, le 8 novembre : les Allemands envahissent la zone "libre" trois jours plus tard.
Pour fournir une main-d'œuvre servile aux entreprises d’armement, mettre sous terre les ateliers les plus secrets… Himmler, chef de la SS, initie, le 4 décembre, l’opération Meerschaum visant à envoyer en camp "35 000 hommes aptes au travail".
Mi-décembre, 300 000 ouvriers allemands supplémentaires sont mobilisés. Le 1er janvier 1943, Sauckel fait une nouvelle demande de 250 000 hommes pour la fin mars.
Le 2 février, l’Allemagne nazie et ses alliés sont lourdement battus par les Soviétiques à Stalingrad (514 000 morts ou blessés, 240 000 prisonniers ; en tout, 754 000 hommes hors de combat).
Laval améliore la loi du 4 septembre en la structurant comme l’ancien service militaire : par classe d’âge . C’est le Service du Travail Obligatoire (loi du 16 et décret du 17 février) dont la mise en place se fait en quinze jours. C’est l’État français, avec son administration, sa police et sa gendarmerie, qui se charge de son organisation sur l’ensemble du territoire, soulageant ainsi les forces d’occupation.
Après recensement, les préfets (français) convoquent individuellement (avec menaces), via les maires, les jeunes concernés (nés en 1920, 1921,1922) à la visite médicale d’aptitude dans les chefs-lieux de canton. Cette phase doit être bouclée pour le 5 mars ; les départs pour l’Allemagne devant suivre.
Le 24 février, le secrétaire général à la police de Vichy, René Bousquet est à Nancy "pour procéder à diverses inspections d'organisations policières" et rencontrer son ami, le préfet régional Jean Schmidt.
Mais la SS et la Wehrmacht ont aussi leurs objectifs fixés.

## Plan du centre-ville avec les lieux de rafle.

Plan des lieux des rafles avec l'ancien quartier Saint-Sébastien reconstitué.

## Les rafles du2 mars 1943

### Contexte
Pour Nancy et ses alentours, 850 jeunes sont convoqués pour la visite médicale le 1er mars à 8h30 et 1 450, des cantons Nord et Ouest, le lendemain à la même heure dans les grands salons de l'Hôtel de ville. Le 2, certains viennent avec les bus affrétés par leur municipalité, parfois accompagnés par leur maire, d'autres en voiture entre copains. C'est un peu comme avant la guerre, comme un jour de conseil de révision et cela ne s'était pas produit depuis trois ans... c'est un peu un esprit de fête... Tous ne pouvant pas passer, il leur est demandé de revenir plus tard. Ils ont donc quartier libre jusque-là. Ceux qui habitent loin restent sur le centre-ville. De nombreux groupes déambulent donc dans les rues environnantes. La rue Saint-Jean, la grande artère où se trouvent de nombreuses brasseries (dont certaines avec orchestre) est une destination toute trouvée.

### Déroulement

#### Première rafle
Entre 10h et 11h, la police allemande (Gestapo) intervient sur toute la rue Saint-Jean pour "vérification d'identité",. Les policiers entrent dans les brasseries. Ils y retiennent les jeunes présents et y font rentrer ceux qui ont été pris aux alentours. Des bus ont été affrétés pour l'occasion. En bas de la rue, au Point Central, ceux de la Brasserie la Lorraine sortent par la 2e porte de l'établissement, celle de la rue Saint-Dizier. À l'autre bout de la rue, place Maginot, d'autres bus embarquent d'autres jeunes. Pour Le Palais de la Bière, c'est par la petite rue Bénit que les "oisifs" sont poussés dans des voitures. Une centaine de personnes sont amenées à la prison Charles Ⅲ (divisée en quartier français et quartier allemand).

#### Deuxième rafle
À partir de 17h30, la police allemande cible la place Carnot,, quartier de la Faculté de Droit et du Lycée Poincaré, avec ses brasseries. Des lycéens pensionnaires, les épreuves du bac blanc terminées, avaient eu le droit d'aller se détendre. Des étudiants faisaient une pause en rentrant du sport. Avec d'autres jeunes, ils sont pris à la brasserie La Viennoise (angle rue des Michottes) ainsi que des passants. Un bus emmène entre 40 et 50 jeunes à Charles Ⅲ.
Dans le cas de ces deux rafles, aucun incident, dans les rues, n'avait eu lieu auparavant.

#### Bilan de la rafle du 2 mars 1943
Entre 140 et 150 jeunes gens ont été raflés ce jour-là selon l'intendant régional de police et la Préfecture. Une liste est publiée le lendemain par les Allemands informant ainsi les familles ; elle ne sera pas retrouvée à la Libération.
Dans la cour de la prison, où tous sont rassemblés, cinq d'entre eux sont libérés au hasard, par tirage au sort, le jour même.

Entre 30 et 40 travaillent dans les aciéries de Pompey et Frouard. Ils sont nécessaires à la production servant aux Allemands. L'administrateur allemand, malgré un premier refus des SS, arrive à les faire libérer le 4 mars au soir. S'ajoute à ce groupe un étudiant en droit qui arrive à s'y glisser.
Avec les chiffres de la Préfecture et ces libérations, le nombre de raflés restants serait compris entre 105 et 110. Le commandant de la section de gendarmerie de Nancy estimant le nombre de raflés à environ 120, évalue à 80 les détenus restants.
Avec les recherches actuelles, 82 de ces raflés ont pu être identifiés.

Nombre de raflés du 2 mars
par classes d'âge.

Les deux tiers font partie des classes d'âge convoquées pour la visite médicale.
La plupart viennent des communes proches de Nancy, mais on recense 8 jeunes du village de Pulligny venus "faire la fête" après leur visite médicale à Vézelise. Quelques-uns viennent de localités plus éloignées : Champey, Pont-à-Mousson, Saizerais.

Un étudiant originaire de Bar-le-Duc avait cours ce jour-là. Un élève-maître était de Baccarat.
13 raflés sont étudiants, 5 élèves-maîtres du lycée Poincaré (qui ont tout juste 17 ans).

11 sont de professions agricoles, 8 commerçants, 27 ouvriers, 10 employés.

Huit jeunes hommes ont 23 ou 24 ans et un a 30 ans.

## La rafle du5 mars 1943

### Contexte
Le 1er mars, un quart des 900 convoqués pour le convoi pour l'Allemagne, à la gare de Nancy, ne s'est présenté. Les autorités d'occupation doivent frapper les esprits.
Le quartier Saint-Sébastien, de quartier des artisans attirés par Charles Ⅲ, est devenu un quartier dont les bâtisses se délabrent. C'est le quartier des pauvres de Nancy. Depuis les années 1920, la ville de Nancy y voyait un quartier insalubre et commençait les préemptions. Le quartier "mal-famé" était l'endroit désigné pour trouver les "oisifs" et ceux qui n'avaient pas de travail stable...

### Déroulement
À 6h du matin, la Wehrmacht boucle le périmètre du quartier. Il forme un rectangle qui part de la rue Saint-Jean à la rue Cyfflé dans un sens et de la rue des Ponts aux rues Lallement et de l'Équitation de l'autre.
Les hommes qui sont dans les rues, sortant de chez eux ou traversant le quartier sont arrêtés. Chaque appartement est visité et les hommes valides de plus de 15 ans sont priés de descendre pour une "vérification d'identité". Peu importe qu'ils soient anciens combattants ou chargés de famille, environ 250 hommes sont conduits à la prison Charles Ⅲ.

### Bilan de la rafle du5 mars 1943

Nombre de raflés du 5 mars 1943 à Nancy, de déportés parmi ceux-ci par tranches d'âge.

Parmi les raflés, 140 ne peuvent pas "justifier d'un emploi défini" et tombent sous le coup de la loi française du 4 septembre 1942.
Dans l'état actuel des recherches, seuls 94 ont été formellement identifiés ; parmi ceux-ci, trois sont libérés de la prison.

Communes de résidence des raflés à Nancy et des déportés.

## Bilan de l'action Meerschaum en Meurthe-et-Moselle
Bien que le journal collaborateur L'Écho de Nancy (qui s'était emparé des locaux et de l'imprimerie de L'Est Républicain) n'ait aucunement parlé de ces rafles dans les jours suivants, la nouvelle s'est vite répandue dans la population.
Au 11 mars, une trentaine d'arrestations individuelles par la Gestapo sur les arrondissements de Briey et Nancy sont recensées dans le rapport du préfet.
Le préfet Schmidt ne se tient pas seulement au courant du décompte ; avec la police française et la gendarmerie, il organise la traque de ceux qui ne se sont pas présentés à la gare de Nancy. Des contrôles d'identité sont menés, le 9 mars, à la gare, le 27 mars, à la sortie des cinémas.

## La mémoire des rafles

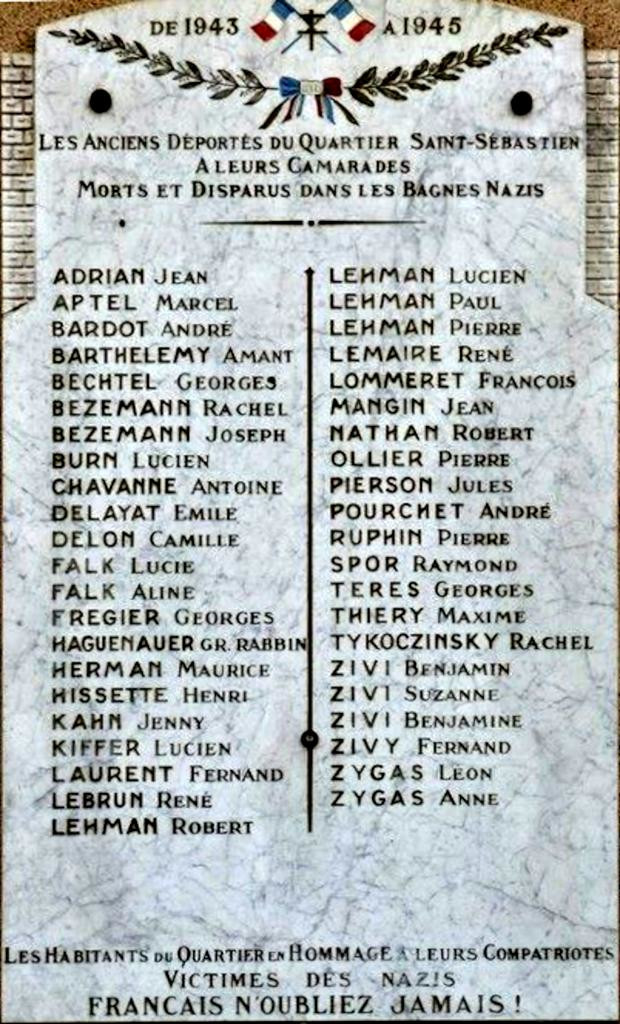
Hommage aux victimes du Quartier Saint-Sébastien.

Les habitants du quartier Saint-Sébastien, rescapés des camps, ont rendu hommage à leurs voisins victimes de la barbarie nazie dans les années ayant suivi la Libération. Ils ont apposé une plaque sur une maison située à gauche de l'église Saint-Sébastien sur la place aujourd'hui appelée place Charles Ⅲ. Lors de la démolition du quartier où se trouve maintenant le centre commercial construit dans les années 1970, elle fut déplacée vers la rue Léopold Lallement. Elle comporte les 43 noms de morts de différentes déportations qu'ils connaissaient dont 20 raflés de mars 1943.

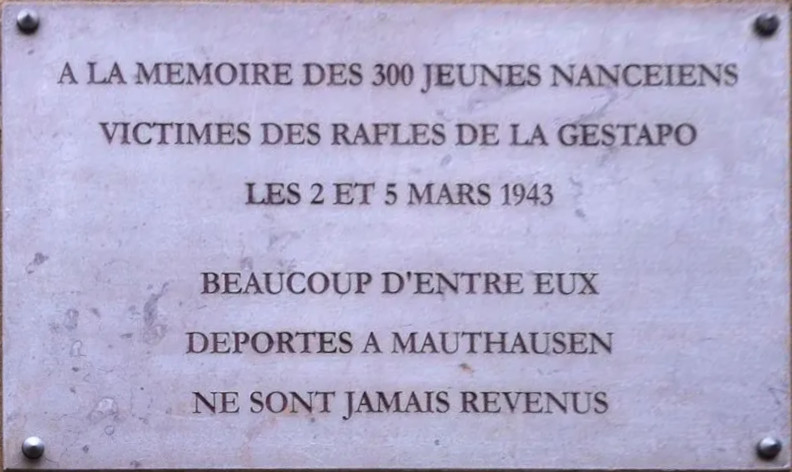
Première plaque commémorative dédiée aux rafles de mars 1943.

Le recueil du témoignage de déportés survivants démarré en 1997 par l'Association des Amis de la Fondation pour la Mémoire de la Déportation de Meurthe-et-Moselle permet de rencontrer des rescapés de ces deux jours.
En 2001, des jeunes raflés de mars 1943 font apposer une plaque qui, 58 ans après, parle, pour la première fois, de ces deux jours. Le lieu choisi est au 12 de la rue Raugraff où les commémorations officielles s'y déroulent.
C'est le point de départ de recherches historiques qui vont mettre à jour la particularité de ces rafles et de la diversité des personnes (particulièrement celles du 5 mars) envoyées comme esclaves dans les camps de concentration nazis.
Pour que ce souvenir perdure, avec différentes associations de mémoires, depuis 2012, en partenariat avec la Ville de Nancy, se construit un parcours mémoriel dans le centre-ville sur les lieux des rafles avec des classes. Après un accueil dans les grands salons de l'Hôtel de Ville, les groupes de scolaires partent pour découvrir des lieux et des témoignages avant de rejoindre le lieu des commémorations officielles. Pour que les élèves comprennent le contexte de ces rafles, des guides interviennent dans les semaines précédentes, à la demande des enseignants pour présenter le contexte historique de ces rafles.
En 2023, les commémorations prenant de l'ampleur, ce lieu devient trop étroit. La municipalité décide de déplacer la cérémonie sur la place Charles III.
Loin d'être purement cérémoniel, cet évènement laisse la place aux jeunes pour lire des témoignages (parfois scénarisés).
Ces commémorations voient la présence des consuls d'Allemagne et d'Autriche ainsi que de représentants du Mémorial de Mauthausen.

#### Témoignages
- Témoignage de René Mangin, déporté à Mauthausen matricule 28.303, René Mangin, Le Triangle Rouge, Nancy, auto-édition, 1998, 100 p. (lire en ligne)

#### Études historiques
- Claude Favre, Jean-Pierre Harbulot et Patrice Lafaurie, Nancy pendant l'occupation : Une prison et des rafles oubliées ?, Nancy, ADIRP de Meurthe-et-Moselle (FNDIRP 54), 2022, 192 p. (ISBN 978-2-9581-3470-9).  Site
- Jean-Pierre Harbulot, Le Service du Travail Obligatoire : La Région de Nancy face aux exigences allemandes, Nancy, Presses Universitaires de Nancy, 2003, 727 p. (ISBN 2-86480-936-2).

#### Articles en ligne
- Les déportés de l’opération Meerschaum sur le site de l'Amicale de Mauthausen

#### Mémoriaux
- Livre-Mémorial de la Fondation pour la Mémoire de la Déportation Présentation puis recherches par déporté ou par convoi.

- Mémorial des déportés français à Mauthausen : Le Troisième Monument présentation puis Recherche pour retrouver un déporté.

#### Vidéos
- Les Rafles de Nancy du Cercle d'Histoire de Jarville-la-Malgrange sur Cinéma-réalité (YouTube), réalisation : Philippe Marc.

#### Divers
- Des parcours sonores dans la ville sur Nancy sous l'Occupation réalisés par des classes de collège et Lycées.
- Livret du parcours mémoriel des scolaires lors des commémorations officielles.